# Kommissarin Lucas – Kreuzweg
Kreuzweg ist ein deutscher Fernsehfilm von Ralf Huettner aus dem Jahr 2016. Es handelt sich um den 23. Filmbeitrag der ZDF-Filmreihe Kommissarin Lucas.

## Handlung
Während der Vorbereitungen des Regensburger Katholikentages wird der Ordensbruder Ernst Sandner vom Exercitus-Sanctus-Jesu-Orden auf dem Domplatz erschlagen aufgefunden. Kommissarin Ellen Lucas übernimmt die Ermittlungen gemeinsam mit Boris Noethen im Umfeld des Klosters, dem das Opfer angehörte. Die Recherchen bringen schnell zu Tage, dass der Orden unter Leitung von Bruder Peter Kellermann derzeit einen Musterprozess gegen eine Schweizer Bank führt, da sich der Deutsche Orden mit Geldern dort verspekuliert hatte und nun gegen die Schweizer klagt.
Die KTU findet Spuren von Dextrin an der Leiche und deshalb befürchtet Lucas ein mögliches Sprengstoffattentat. Nachdem eine Drohmail eingegangen ist, will Lucas die Vorwürfe gegen den Orden näher untersuchen und trifft dabei auf Martina Heise, die schon lange dafür kämpft, dass der katholische Orden endlich etwas von seiner Nächstenliebe zeigt und sich für die Flüchtlinge im Ort einsetzt. Nachdem weitere Anschlagsdrohungen eingehen, muss die Polizei reagieren, um den Kirchentag und seine Besucher nicht zu gefährden. Boris Noethen rät davon ab, die Eröffnungsfeier auf dem Domplatz zu veranstalten und ist dafür, sie ins Stadion zu verlegen. Die Möglichkeit einer Störung ist hier zwar auch gegeben, aber wesentlich besser zu kontrollieren. Bis jetzt sieht alles so aus, als ob der ermordete Mönch selbst vorhatte, die Eröffnung des Katholikentages zu verhindern. Eine große Menge Düngemittel, die zur Herstellung eines Sprengsatzes nötig wäre, war in der Klostergärtnerei vorhanden. Kommissarin Lucas spricht den leitenden Ordensbruder Peter darauf an. Dieser hält allenfalls Bruder Anton einer solchen Tat für fähig, da der ein extrem tief gläubiger Mönch sei, regelrecht wahnhaft religiös. Er ginge seinen Weg des Glaubens über den Schmerz. Durch die unchristlichen Spekulationen mit den Geldern des Ordens steht dieser in der Kritik der obersten Kirchenleitung, und es wird darüber nachgedacht den Orden aufzulösen und so Kirche und Bankgeschäfte zu trennen. Für Bruder Anton wäre das eine Katastrophe, weil er das nicht verkraften würde. Zur Sicherheit wird er deshalb in seiner Zelle im Kloster eingeschlossen. Lucas lässt den Mönch von Tom Brauer  aufs Revier bringen. Auf dem Weg dorthin erfährt der Polizist, wie weit der religiöse Wahn von Bruder Anton geht. Anton bemächtigt sich Toms Waffe und zwingt ihn, seinen vorbereiteten Sprengstoff in die Stadt zu fahren. Tom kann Kommissarin Lucas eine Botschaft schicken, sodass sie informiert ist. Bruder Anton bekommt Zweifel und meint, zu schwach zu sein, den Willen Gottes weiter auszuführen. Nachdem er Tom erlaubt, den Wagen zu verlassen, sprengt er sich mit seiner selbstgebastelten Bombe in die Luft.
Anton wollte nur sein Kloster retten und die Verlesung einer vom Vertreter des Papstes überbrachten Botschaft verhindern. Nach Antons Verständnis musste schließlich auch Jesus sterben, eh man ihn als Gottes Sohn erkannt hätte. So hatte auch er sich in seinem Wahn selbst geopfert.

## Produktionsnotizen
Kreuzweg wurde in München gedreht und am 20. Februar 2016 um 20:15 Uhr im ZDF erstausgestrahlt.

## Rezeption

### Einschaltquote
Bei der Erstausstrahlung im ZDF am 20. Februar 2016 um 20:15 Uhr wurde Kreuzweg von 5,57  Millionen Zuschauern gesehen, was einem Marktanteil von 17,3 Prozent entsprach.

### Kritiken
Harald Keller meinte bei Tittelbach.tv: „‚Kreuzweg‘ ist ein Themenkrimi. Auf verschiedenen Ebenen wird über Religiosität, die Kirche, den Glauben reflektiert, und zwar auf angenehm unprätenziöse Art.“ Ulrike Kriener verleihe erneut „mit großem schauspielerischen Vermögen“ Kommissarin Lucas, die „aus der Vorgeschichte dieser Figur herrührende […] Sprödigkeit sowie störrisches Beharrungsvermögen.“ „Sehr erfreulich an dieser wie gewohnt dicht und atmosphärisch erzählten Episode ist, dass viele Gastrollen mit weniger prominent besetzt wurden, was zur Authentizität und Glaubwürdigkeit beiträgt.“
Für die Frankfurter Rundschau wertete Tilmann P. Gangloff: „Der Glaube spielt im Reihenkrimi aus gutem Grund nur selten eine Rolle; zu groß ist die Gefahr, religiöse Gefühle zu verletzen. Ob die Kommissare Katholiken, Protestanten oder Atheisten sind, wird so gut wie nie thematisiert. Es sei denn, es passt – wie in diesem Fall – zur Handlung.“  „Ein ungewöhnlicher Krimi, der dank vieler Aufnahmen vom tatsächlichen Katholikentag (2014) zudem sehr aufwändig wirkt. Richtig spannend wird es allerdings erst zum ausführlichen Finale.“
Die Kritiker der Fernsehzeitschrift TV Spielfilm meinten: „Startet solide, enttäuscht am Ende.“